# Pré carré

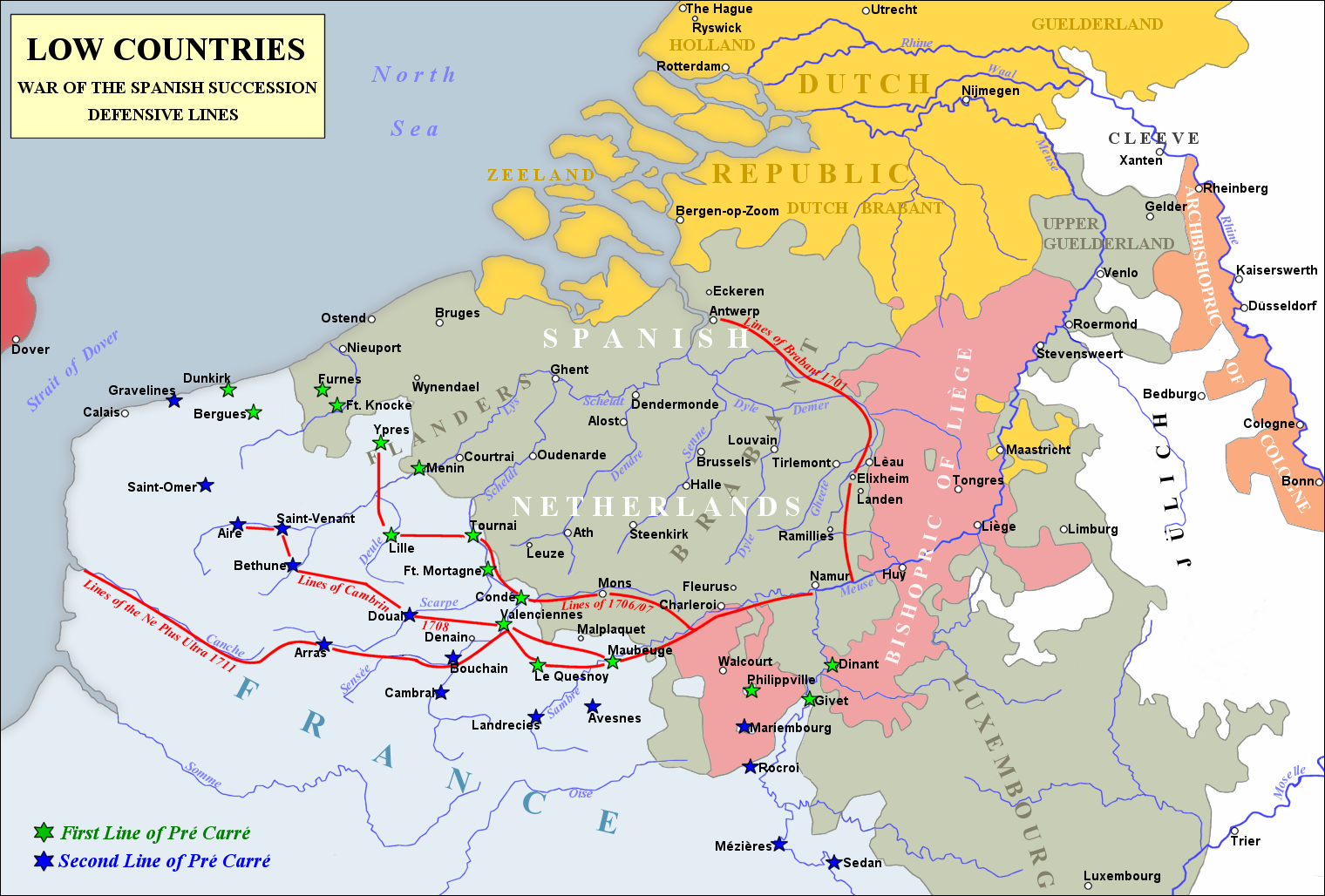
Pays-Bas espagnols. Le pré carré de Vauban – une double ligne de forteresses françaises gardant la frontière – et de lignes défensives françaises à différentes étapes de la guerre de Succession d'Espagne. (Note : étoiles vertes : première ligne, étoiles bleues : seconde ligne.)

Le pré carré est une métaphore utilisée par Vauban pour résumer la politique qu’il conseillait à Louis XIV et à ses ministres pour mieux défendre le territoire français, consistant à rationaliser le système défensif en abandonnant les places fortes isolées et en acquérant d'autres ayant un intérêt stratégique. L'ingénieur militaire du Roi-Soleil organise ce pré carré en construisant une ceinture de fer aux frontières du royaume, au total près de 160 places fortes, dont 9 ex-nihilo (Huningue, Longwy, Phalsbourg, Sarrelouis, Mont-Royal, Fort-Louis, Mont-Louis, Mont-Dauphin, et la plus célèbre de toutes, Neuf-Brisach).
Dans l'historiographie militaire, le nom est parfois attribué à la double ligne de villes fortifiées qui protègent les nouvelles frontières du Royaume de France contre les Pays-Bas espagnols, conçue par Vauban dans la seconde moitié du XVIIe siècle après la conquête du nord de la France actuelle.

## Origine du signifiant
L'expression « faire son pré carré »  signifie « augmenter la surface de ses terres, de son domaine ».
Vauban l'utilise dans une lettre à Louvois, en janvier 1673 :
« Sérieusement, Monseigneur, le roi devrait un peu songer à faire son pré carré. Cette confusion de places amies et ennemies ne me plaît point. Vous êtes obligé d'en entretenir trois pour une. Vos peuples en sont tourmentés, vos dépenses de beaucoup augmentées et vos forces de beaucoup diminuées, et j'ajoute qu'il est presque impossible que vous les puissiez toutes mettre en état et les munir. Je dis de plus que si, dans les démêlés que nous avons si souvent avec nos voisins, nous venions à jouer un peu de malheur, ou (ce que Dieu ne veuille) à tomber dans une minorité, la plupart s'en iraient comme elles sont venues. C'est pourquoi, soit par traité ou par une bonne guerre, Monseigneur, prêchez toujours la quadrature, non pas du cercle, mais du pré. C'est une belle et bonne chose que de pouvoir tenir son fait des deux mains ».

## Organisation
Le pré carré est constitué de deux lignes de villes fortifiées :
- Places de première ligne : Dunkerque, Bergues, Furnes, Ypres, Menin, Lille : enceinte et citadelle, Tournai : enceinte et citadelle, Condé-sur-l'Escaut, Valenciennes : enceinte et citadelle, Le Quesnoy, Maubeuge, Philippeville, citadelle de Dinant, enceinte de Givet et fort de Charlemont.
- Places de seconde ligne : Gravelines, Saint-Omer, Aire-sur-la-Lys, Saint-Venant, Béthune, Arras (enceinte et citadelle), Douai et fort de Scarpe, Bouchain, Cambrai (enceinte et citadelle), Landrecies, Avesnes-sur-Helpe, Mariembourg, Rocroi, Charleville et Mézières, Sedan, Stenay[5].

## Sens moderne
Aujourd'hui, l'expression « pré carré » désigne une zone d'influence exclusive d'un État, d'une entreprise ou même d'une personne.